# Roboètica
La roboética és una expressió curta per a l'ètica de la robòtica. El concepte sovint s'utilitza relacionat amb el comportament dels éssers humans i com els humans fan el disseny, la construcció, l'ús i el tractament dels robots i altres éssers d'intel·ligència artificial, mentre que l'ètica de les màquines s'ocupa del comportament moral dels robots, i si aquests són o no són agents considerats morals artificials (AMA).
Si bé el tema és tan antic com la paraula robot, la paraula roboètica va ser usada probablement per primera vegada pel robotista Gianmarco Veruggio el 2002, el qual va exercir com a president d'un Atelier finançat per la Xarxa Europea de Recerca de Robòtica per definir les àrees on pot ser necessària la investigació. El full de ruta divideix efectivament l'ètica de la intel·ligència artificial en dos subcamps per acomodar els diferents interessos dels investigadors.